# Tectimicrobiota
Tectimicrobiota o Tectomicrobia,  es un filo candidato de bacterias recientemente propuesto, encontradas extensamente viviendo en esponjas marinas. Estas bacterias se suponen de gran interés para la biotecnología y el desarrollo de nuevos fármacos pues exhiben un metabolismo complejo y versátil diferentes a los de las bacterias cultivadas. Se espera que el metabolismo especializado de estos microoganismos sea la fuente de nuevos compuestos bioactivos.
Como las esponjas son bien conocidas como fuentes ricas de diversos productos naturales, la investigación probablemente abordó la cuestión de qué organismos son la fuente de estos compuestos.